# Brtníky
Brtníky, bis 1947 Zeidler, ist ein Ortsteil von Staré Křečany im Norden Tschechiens im Okres Děčín (Ústecký kraj). Er liegt im Böhmischen Niederland an der Nordböhmischen Industriebahn sowie an den Straßen von Mikulášovice nach Krásná Lípa bzw. Staré Křečany. In unmittelbarer Nachbarschaft befinden sich der 580 m hohe Wolfsberg und die Quelle der Mandau.

## Geschichte

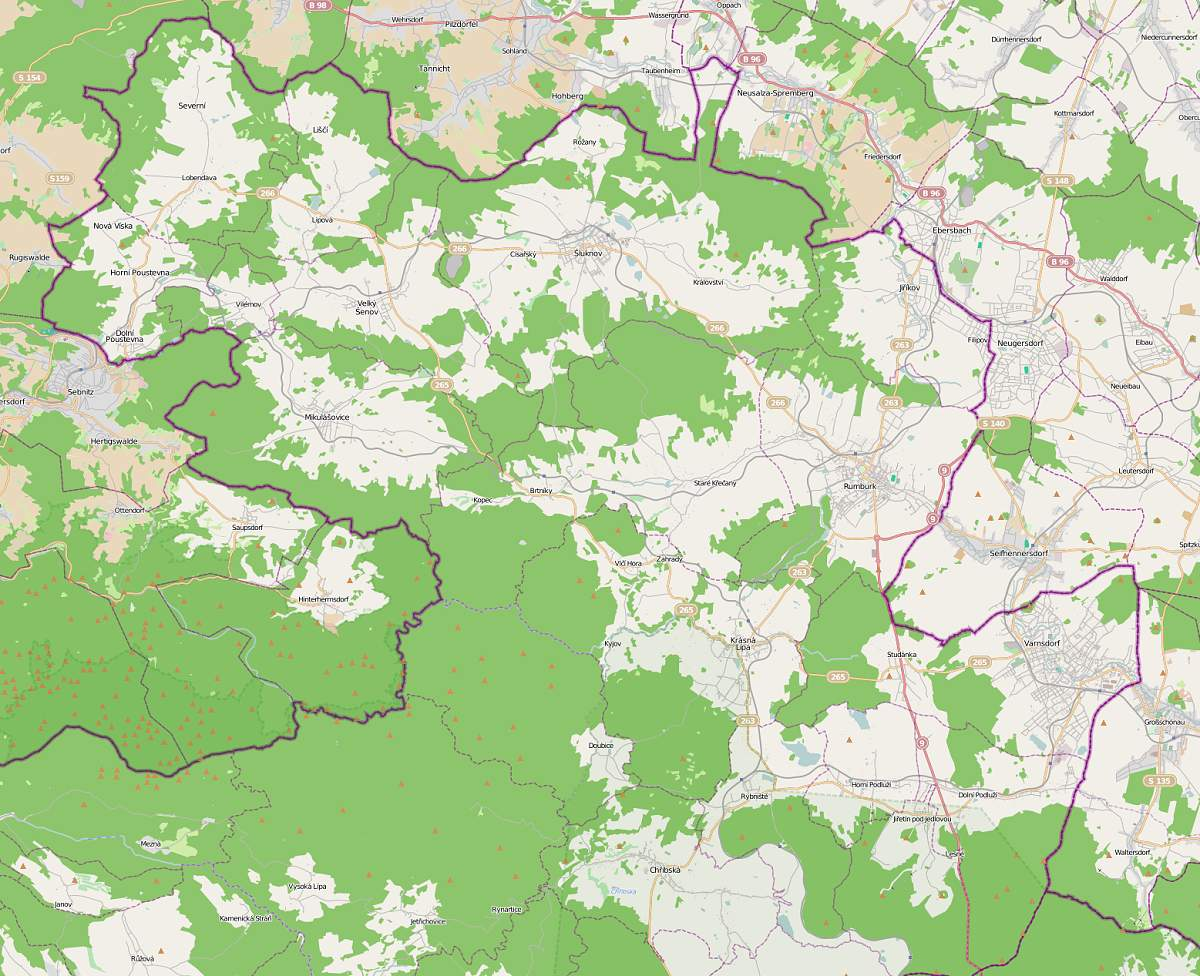
Karte des Schluckenauer Zipfels mit Brtniky

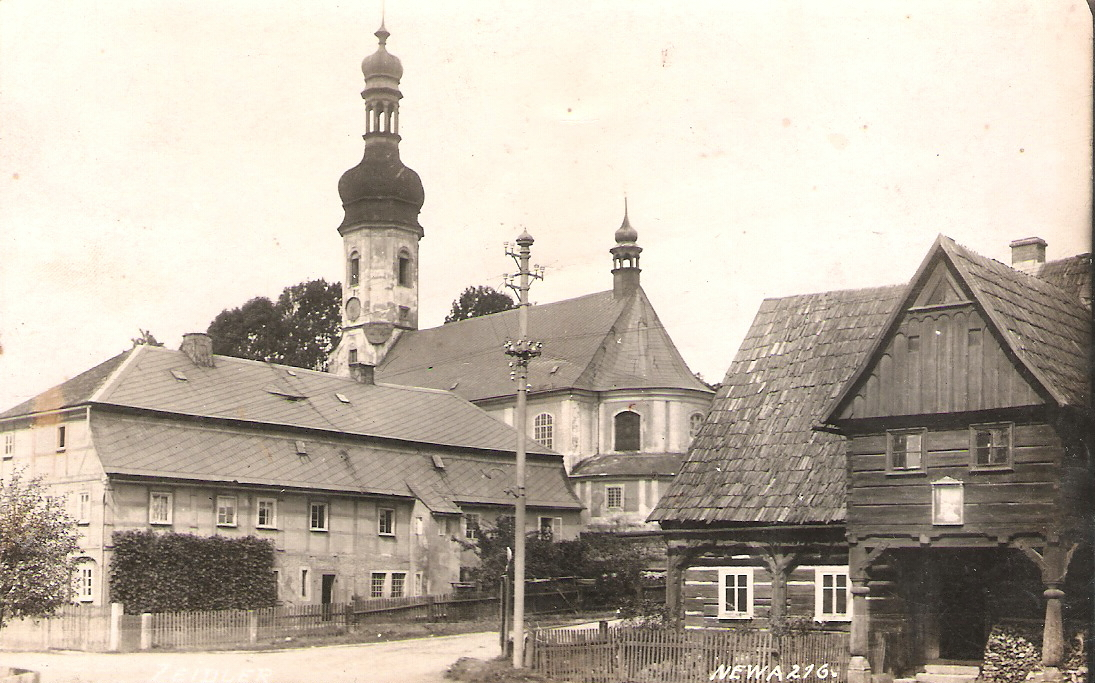
1975 gesprengte Kirche

Die Geschichte der Gemeinde geht auf das Jahr 1346 zurück, in dem sie erstmals erwähnt wurde. Ihr Name lässt sich aus der dort damals ansässigen Waldbienenzucht (Zeidelweide) herleiten. Das bedeutendste Bauwerk in Zeidler war die von 1709 bis 1716 gebaute barocke Kirche des Heiligen Martin (Architekt war Zacharias Hoffmann, das Hochaltarbild stammte von Dominik Kindermann). Auf Grund von Vernachlässigung und der darauf folgenden Baufälligkeit wurde das Bauwerk, bei dem schon ein Deckengewölbe eingestürzt war, 1975 gesprengt und abgetragen. Der in unmittelbarer Nähe gelegene Friedhof existiert noch heute. Weitere Bauten sind das heutige Kinderheim an der Hauptstraße, die Kreuzkapelle auf dem 446 m hohen Křížový vrch (deutsch Kreuzberg) und einige Fachwerk- bzw. Umgebindehäuser.

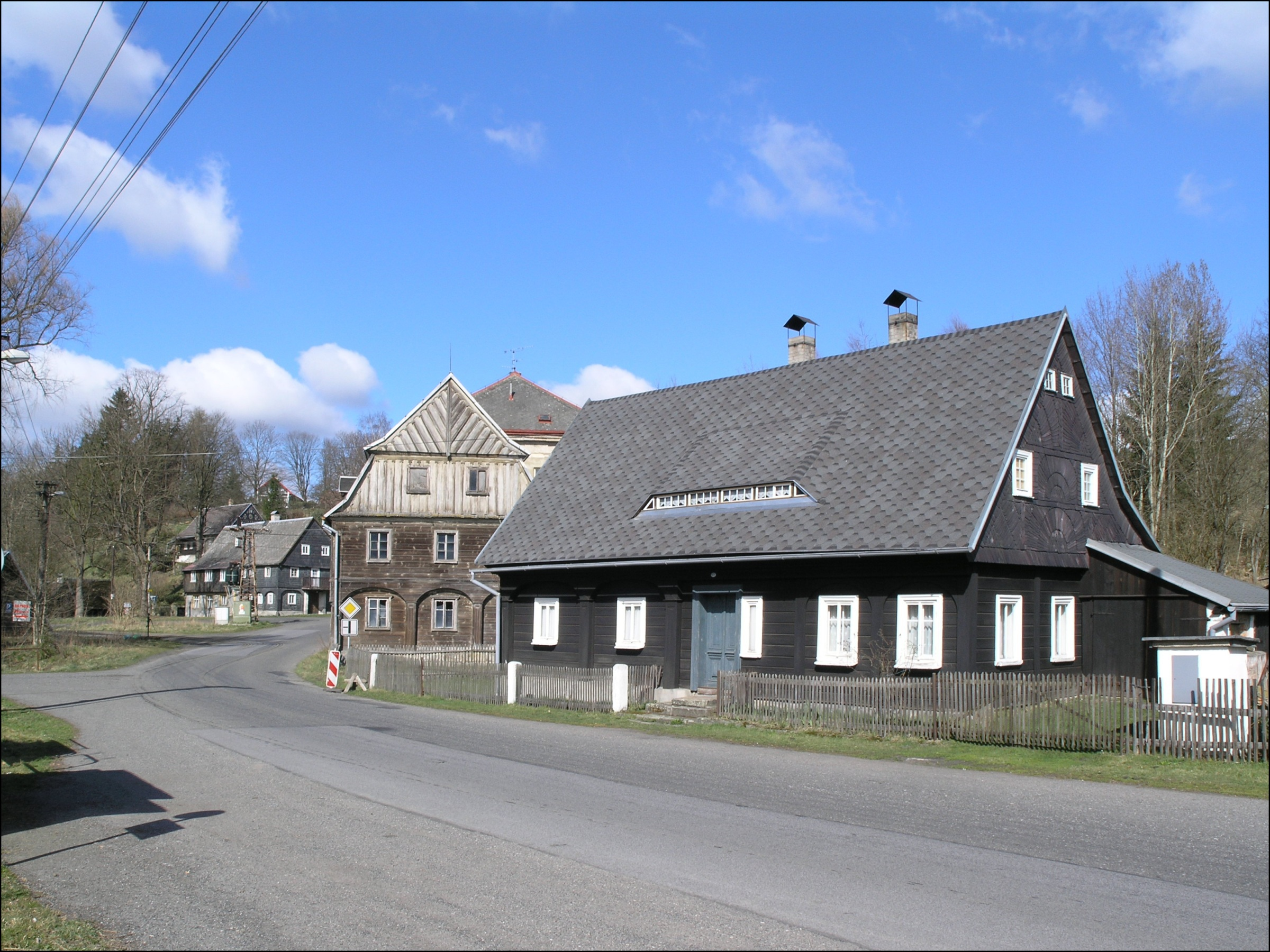
Straße nach Mikulášovice in Brtniky (2007)

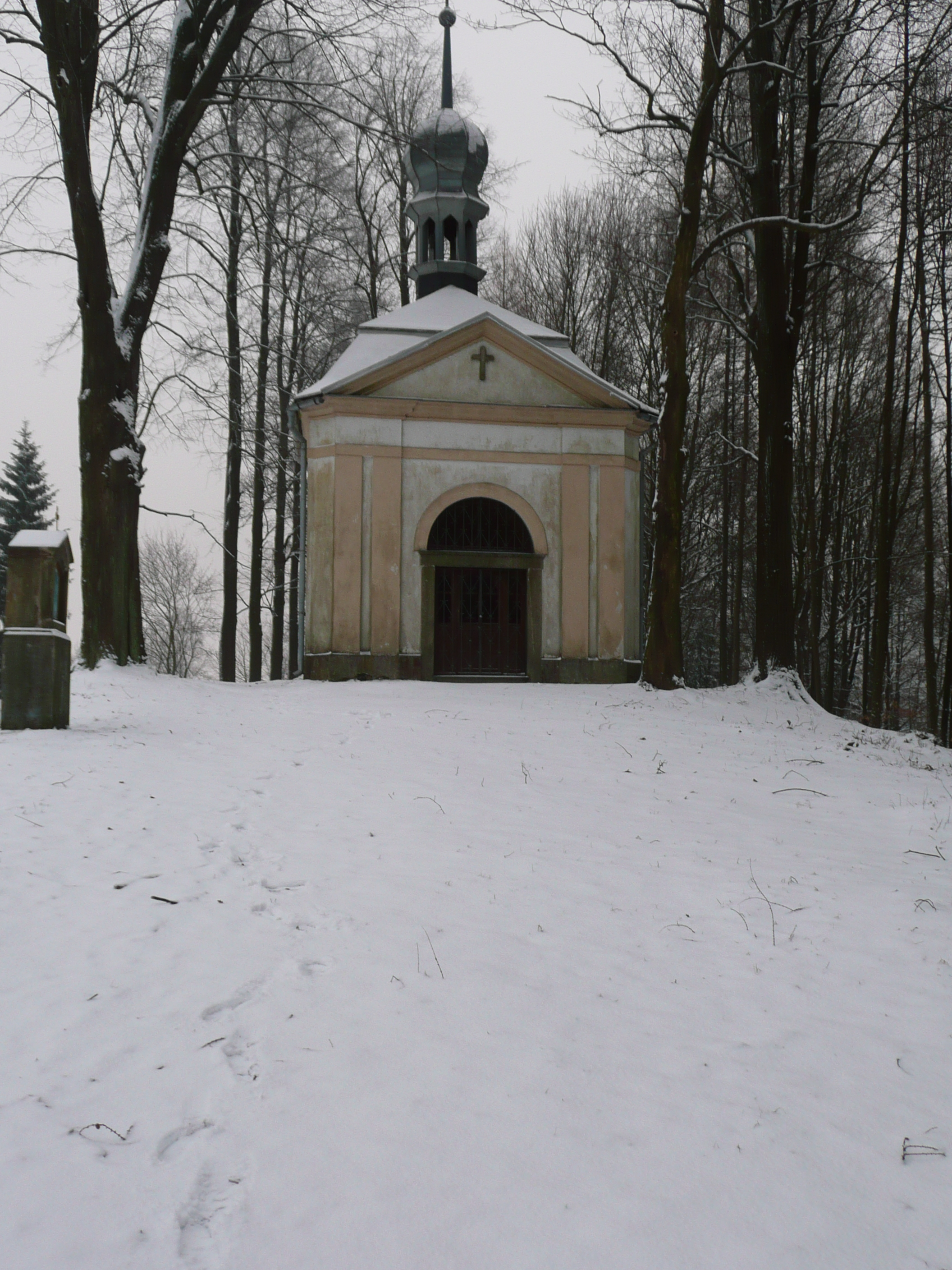
Kapelle auf dem Kapellenberg

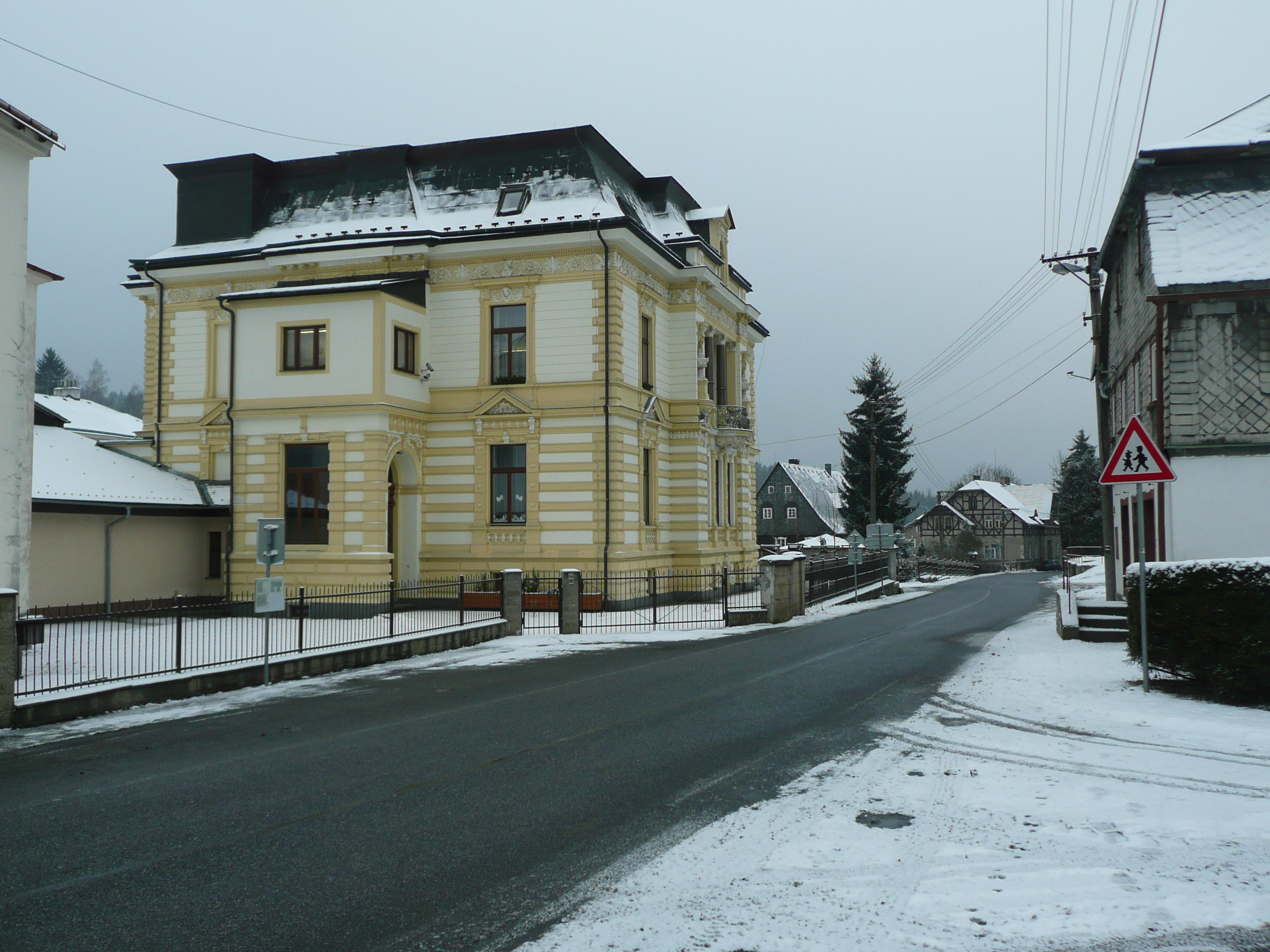
Kinderheim an der Hauptstraße

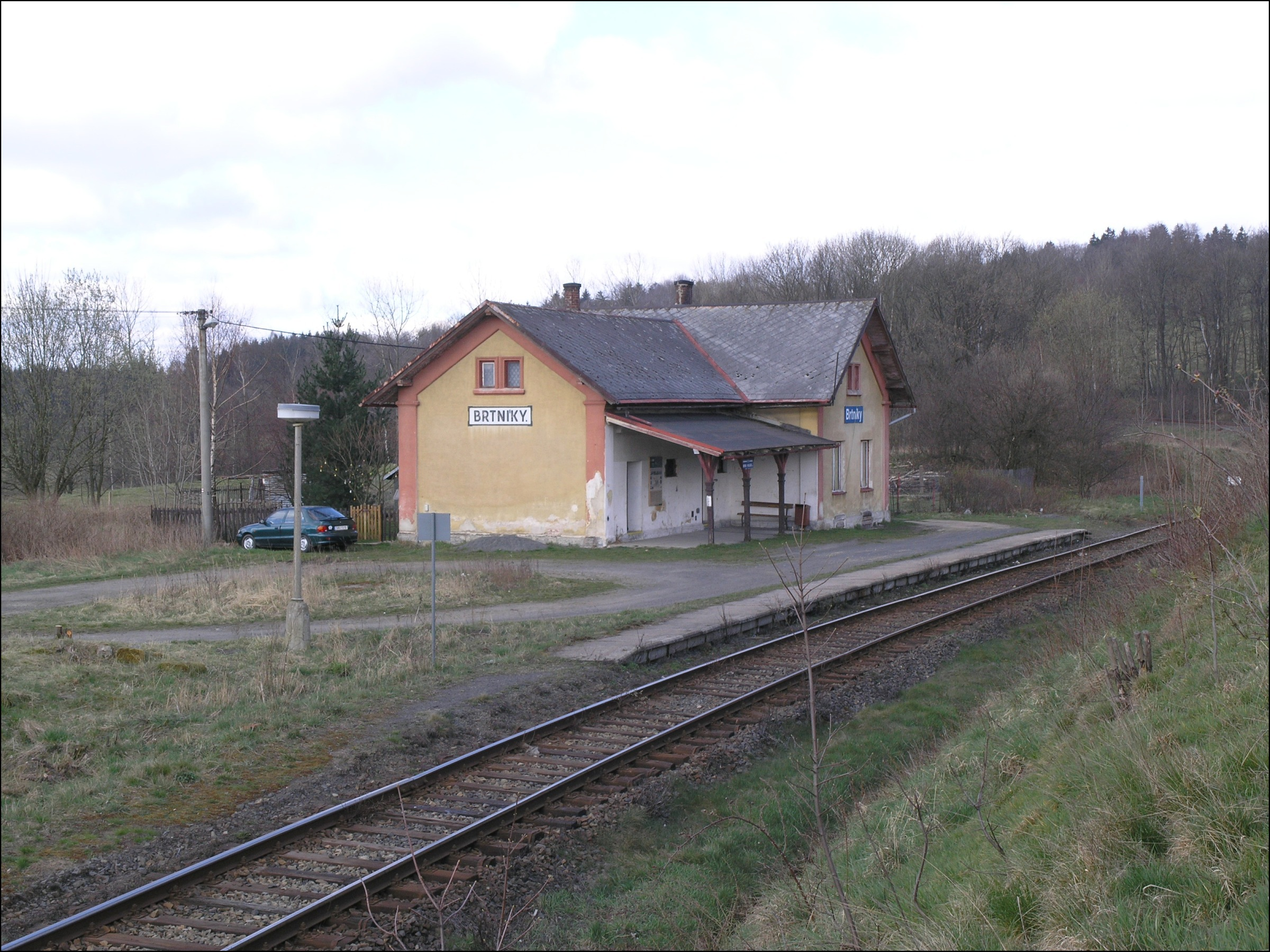
Eisenbahnhaltepunkt Brtniky

Für Geologen ist der Ort von besonderem Interesse, denn durch ihn läuft die Grenze zwischen dem Sandsteingebiet der Böhmischen Schweiz und dem Lausitzer Granitgebiet des Böhmischem Niederlandes.
Nach der Aufhebung der Patrimonialherrschaften bildete Zeidler ab 1849 mit den Ortsteilen Hemmehübel (Kopec) und Sternberg (Šternberk) eine Gemeinde im Gerichtsbezirk Hainspach. Ab 1868 gehörte Zeidler zum Bezirk Schluckenau. 1902 wurde der Ort an die Nordböhmische Industriebahn angebunden. Diese Bahnstrecke hat mit der Stahlträgerfachwerkbrücke über die Verbindungsstraße nach Staré Křečany in Brtniky ihr bedeutendstes Bauwerk. Auf ihr wird heute nur noch an Wochenenden ein Betrieb im 2-Stunden-Takt durchgeführt.
Die Gemeinde Zeidler hatte im Jahr 1930 1513 Einwohner. Im Oktober 1938 wurde sie in Folge des Münchner Abkommens dem Deutschen Reich zugeschlagen und gehörte zunächst zum Landkreis Schluckenau. Zum 1. Mai 1939 wurde Zeidler dem Landkreis Rumburg zugeordnet. Beim Zensus von 1939 lebten in der Gemeinde Zeidler 1358 Personen.
Bis 1945 besaß der Ort einige große Firmen von Weltruf aus der Spitzen- und Strumpfwarenindustrie, von denen heute noch einige Reste an der Gitterbrücke über die Straße nach Staré Křečany zu sehen sind. Nach dem Ende des Zweiten Weltkriegs kam Zeidler zur Tschechoslowakei zurück und wurde Teil des Okres Rumburk. Die deutschböhmische Bevölkerung wurde aus dem Ort vertrieben, was einen großen Bevölkerungsrückgang und einen starken industriellen Rückgang zur Folge hatte. Im Jahre 1947 erfolgte die Umbenennung in Brtníky, der Ortsteil Hemmehübel erhielt den neuen Namen Kopec. Im Zuge der Gebietsreform von 1960 wurde Brtníky dem Okres Děčín zugeordnet, am 1. Juli 1980 erfolgte die Eingemeindung nach Staré Křečany. Heute wird der Ort vorwiegend landwirtschaftlich genutzt.
Im Jahr 1991 hatte Brtníky 272 Einwohner. 2001 bestand der Ort aus 109 Wohnhäusern, in denen 257 Menschen lebten. Insgesamt besteht Brtníky aus 223 Häusern.
Durch den Wiederaufbau der Bahnstrecke Rumburk–Sebnitz hat Brtniky heute eine touristische Bedeutung für Besucher aus dem Elbtal bis Dresden; 2,5 km vom örtlichen Haltepunkt entfernt befindet sich der Wolfsberg, der gleichnamige Ort liegt in 5 km Entfernung. Ebenfalls 5 km entfernt befindet sich das Jagdschloss Sternberg, und 10 km lang sind die Wanderwege nach Šluknov über das Zeleny Kriz (deutsch: grünes Kreuz) und nach Kyjow mit der Quelle der Kirnitzsch. Für extreme Wanderer ist die Strecke nach Sebnitz mit 25 km bzw. nach Hřensko über die Tokani, das Dittersbacher Felsengebiet und das Prebischtor mit 40 km als Ausgangspunkt zu empfehlen.

## Persönlichkeiten
- Edmund Pietschmann (1731–1801), Abt des Klosters Neuzelle
- Ota Prouza (* 1959), Maler der Art brut